# Węgierce (województwo kujawsko-pomorskie)
Węgierce – osada w Polsce, położona w województwie kujawsko-pomorskim, w powiecie inowrocławskim, w gminie Pakość.

## Podział administracyjny
W latach 1975–1998 miejscowość należała administracyjnie do województwa bydgoskiego.

## Demografia
Według Narodowego Spisu Powszechnego (III 2011 r.) wieś liczyła 151 mieszkańców. Jest jedenastą co do wielkości miejscowością gminy Pakość.

## Zabytki

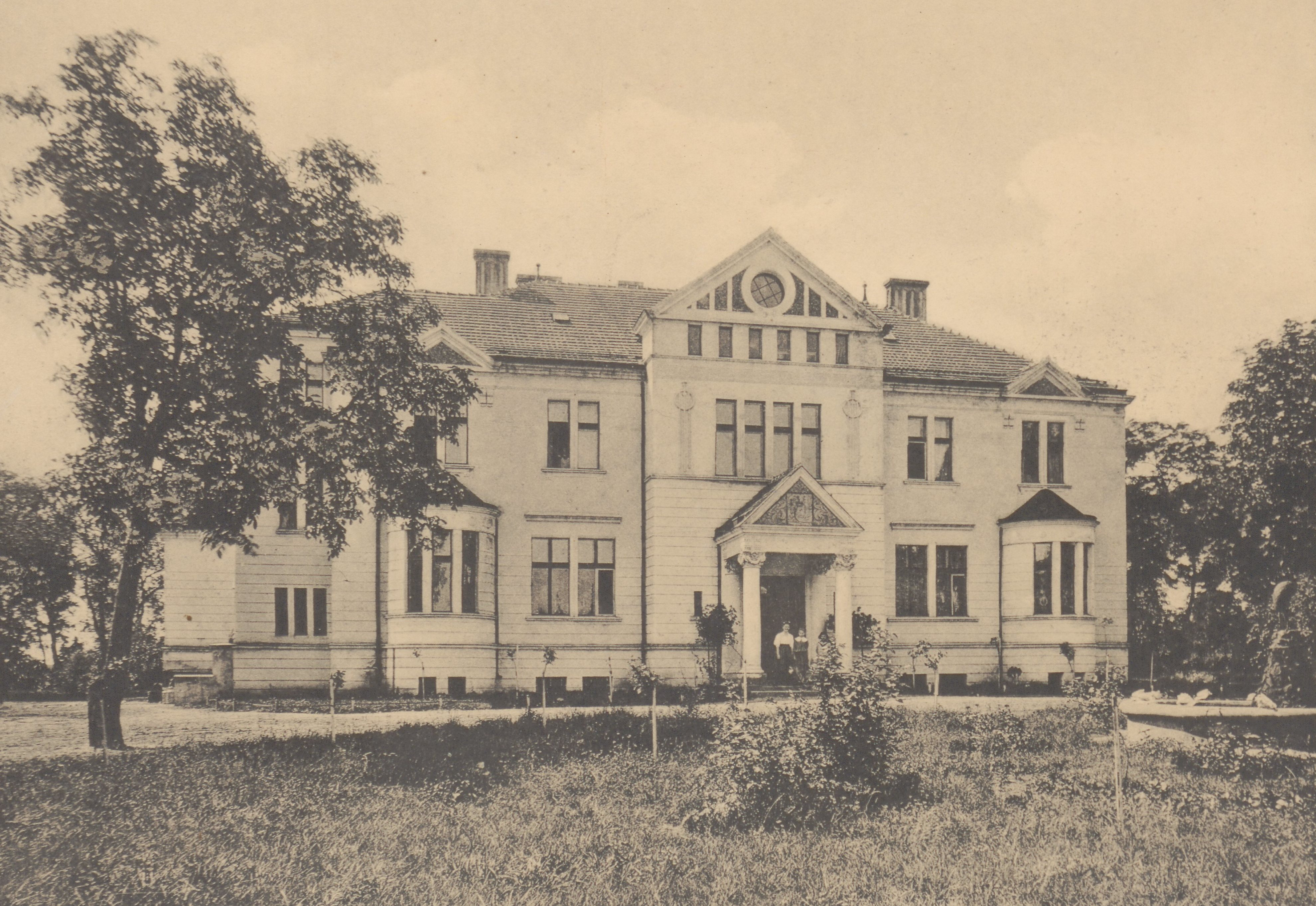
Widok pałacu przed 1912

Według rejestru zabytków NID na listę zabytków wpisany jest zespół pałacowy z początku XX w., nr rej.: 154/A z 15.06.1985:
- pałac, 1904-1906
- park.